# Anemone ochotensis
Anemone ochotensis là một loài thực vật có hoa trong họ Mao lương. Loài này được (Fisch. ex Pritz.) Fisch. mô tả khoa học đầu tiên năm 1812.